# Клеопа
Святий Клеопа — апостол від сімдесяти, святий, який жив у І столітті. 

Згідно з «Четїм-мінеями» Димитрія Ростовського, що посилається на Лк. 24:18–35,
|  | Клеопа святий, брат святого Йосипа обручника юнейшій, іже во Еммаус подорожуючи зі святим Лукою (згадує його в своєму Євангелії, своє ж ім'я замовчав) Господа по воскресінні бачучи; і за часом в тому ж будинку, зо в ламанні хліба позна Христа вскреслого, за свідоцтво Христове від юдеїв вбитий. |

В списку 70 апостолів мч. Дорофей (наводиться в церковнослов'янських виданнях «Апостола») ототожнюється з Симеоном родичем Господнім.
«Богословський енциклопедичний словник» 1913 року, розрізняє двох Клеоп:
|  | Клеопа — чоловік Марії Клеопової (Ів. 19:25), якому, як вважають, з'явився Господь на шляху в Еммаус (Лк 24:18). Слід відрізняти цього Клеопу від Клеопи, брата Йосипа Обручника. Багато ототожнюють Клеопу з Алфеєм, батьком Якова Алфєєва. |

Пам'ять апостолу Клеопі відзначають в Православній церкві 4 січня (Собор апостолів від сімдесяти) і 30 жовтня, а в Католицькій церкві — 25 вересня.